# Gajewo (województwo warmińsko-mazurskie)
Gajewo (niem. Grünhof) – wieś w Polsce położona w województwie warmińsko-mazurskim, w powiecie giżyckim, w gminie Giżycko.
Do 1954 Gajewo z Imionkami i Zameczkiem były w granicach gminy Giżycko. W latach 1954–1957 wieś należała do i była siedzibą władz gromady Gajewo, po przeniesieniu siedziby i zmianie nazwy gromady w gromadę Giżycko. W latach 1975–1998 miejscowość administracyjnie należała do województwa suwalskiego.
Miejscowość ma charakter typowo wiejski. Na jej terenie mieści się Las miejski w Gajewie, siedziba Nadleśnictwa Giżycko, siedziba Zarządu Dróg Powiatowych w Giżycku, maszt Centertel, nowy cmentarz komunalny, Ośrodek Doskonalenia Nauczycieli i wiele przedsiębiorstw usługowych oraz kilka gospodarstw rolnych. Gajewo posiada swoją świetlicę wiejską. W ostatnich latach intensywnie rozbudowuje się budownictwo jednorodzinne. 
| SIMC    | Nazwa      | Rodzaj    |
| ------- | ---------- | --------- |
| 0757967 | Imionki    | część wsi |
| 0757973 | Stary Dwór | część wsi |
| 0757980 | Zameczek   | część wsi |